# Friedrich Jacob Merck
Friedrich Jacob Merck (Schweinfurt, 18 de febrero de 1621 - Darmstadt, 1678) fue un farmacéutico alemán. Fue el fundador de la empresa farmacéutica más antigua del mundo, que en la actualidad opera bajo el nombre de Grupo Merck.
Nacido en Schweinfurt, Merck se ocupó como aprendiz en la Ratsapotheke. Posteriormente trabajó en la Hofapotheke de Danzig, para instalarse más tarde en Wesselburen. En 1668 adquiere una farmacia en Darmstadt, futura casa matriz de la empresa farmacéutica actual.
Fallece sin herederos directos, legándole la farmacia a su sobrino Georg Friedrich Merck.